# On Hold
On Hold è un singolo del gruppo musicale britannico The xx, pubblicato nel novembre 2016 ed estratto dal terzo album in studio I See You.

## Descrizione
Il brano, prodotto da Jamie xx e Rodaidh McDonald, contiene un sample strumentale tratto dal brano del 1981 I Can't Go for That (No Can Do) di Hall & Oates.

## Video musicale
Il video musicale è stato diretto da Alasdair McLellan e girato a Marfa (Texas).

## Tracce
1. On Hold – 3:44

## Formazione
- Romy Madley Croft - voce, chitarra
- Oliver Sim - basso, voce
- Jamie Smith - elettronica, tastiera